# Horst Blankenburg
Horst Blankenburg   (Heidenheim an der Brenz, 10 de juliol de 1947) és un exfutbolista alemany de la dècada de 1970.
És conegut per formar part del mític Ajax Amsterdam de la dècada de 1970 que guanyà tres copes d'Europa (1971, 1972, 1973), dues supercopes d'Europa (1972, 1973), i una copa Intercontinental (1972). El 1976 guanyà la Copa alemanya de futbol i la Recopa d'Europa de futbol de 1977 amb el Hamburger SV. Mai fou seleccionat amb Alemanya, doncs Franz Beckenbauer ocupava la seva posició.

## Palmarès
1. FC Nürnberg
- Lliga alemanya de futbol: 1967-68

AFC Ajax
- Eredivisie: 1971-72, 1972-73
- KNVB Cup: 1970-71, 1971-72
- Copa d'Europa de futbol: 1970-71, 1971-72, 1972-73
- Supercopa d'Europa de futbol: 1972, 1973
- Copa Intercontinental de futbol: 1972

Hamburger SV
- Copa alemanya de futbol: 1975-76
- Recopa d'Europa de futbol: 1976-77